# Palais Sikorski

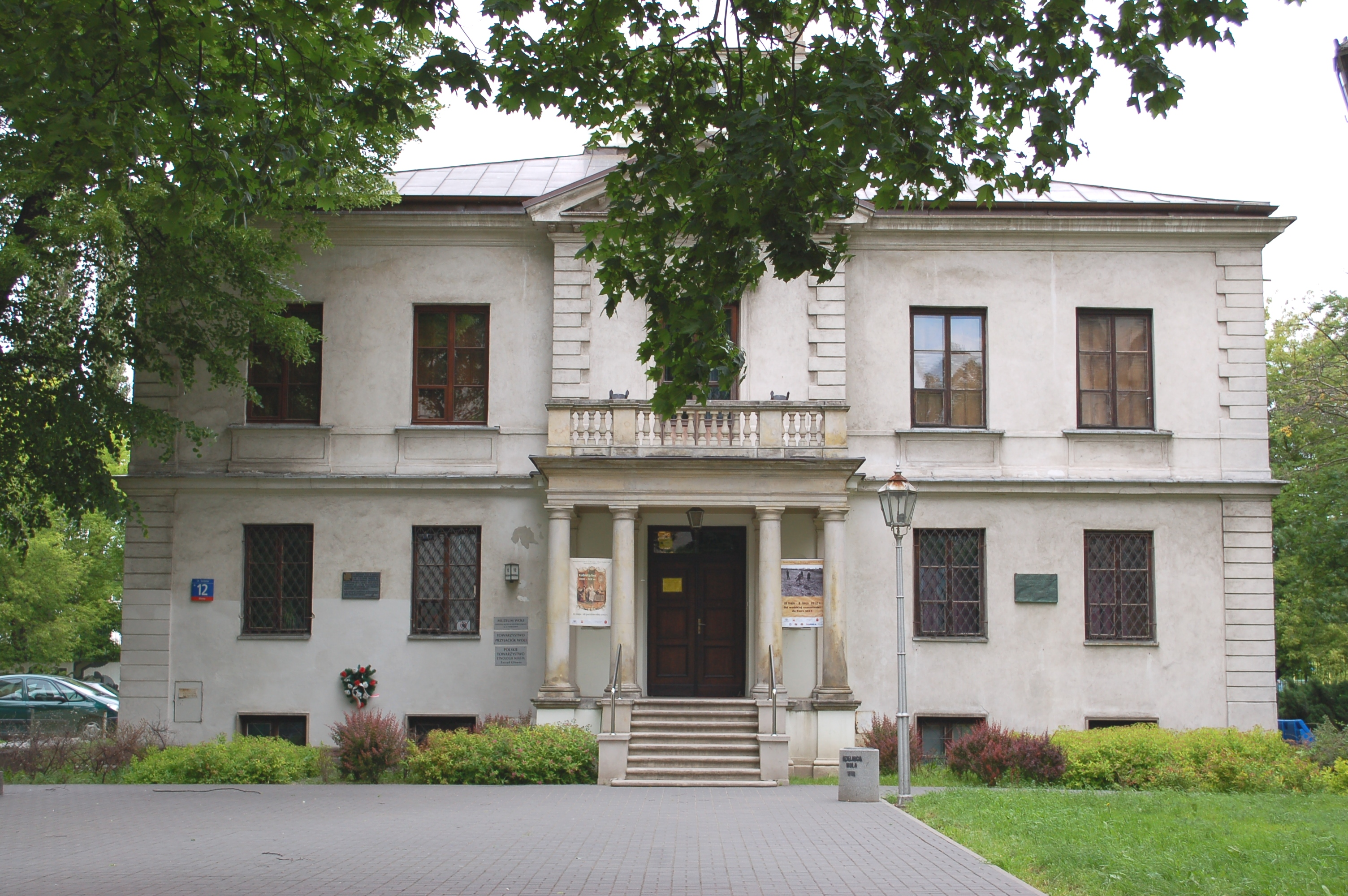
Vorderseite des kleinen Stadtpalastes mit Mittelrisalit

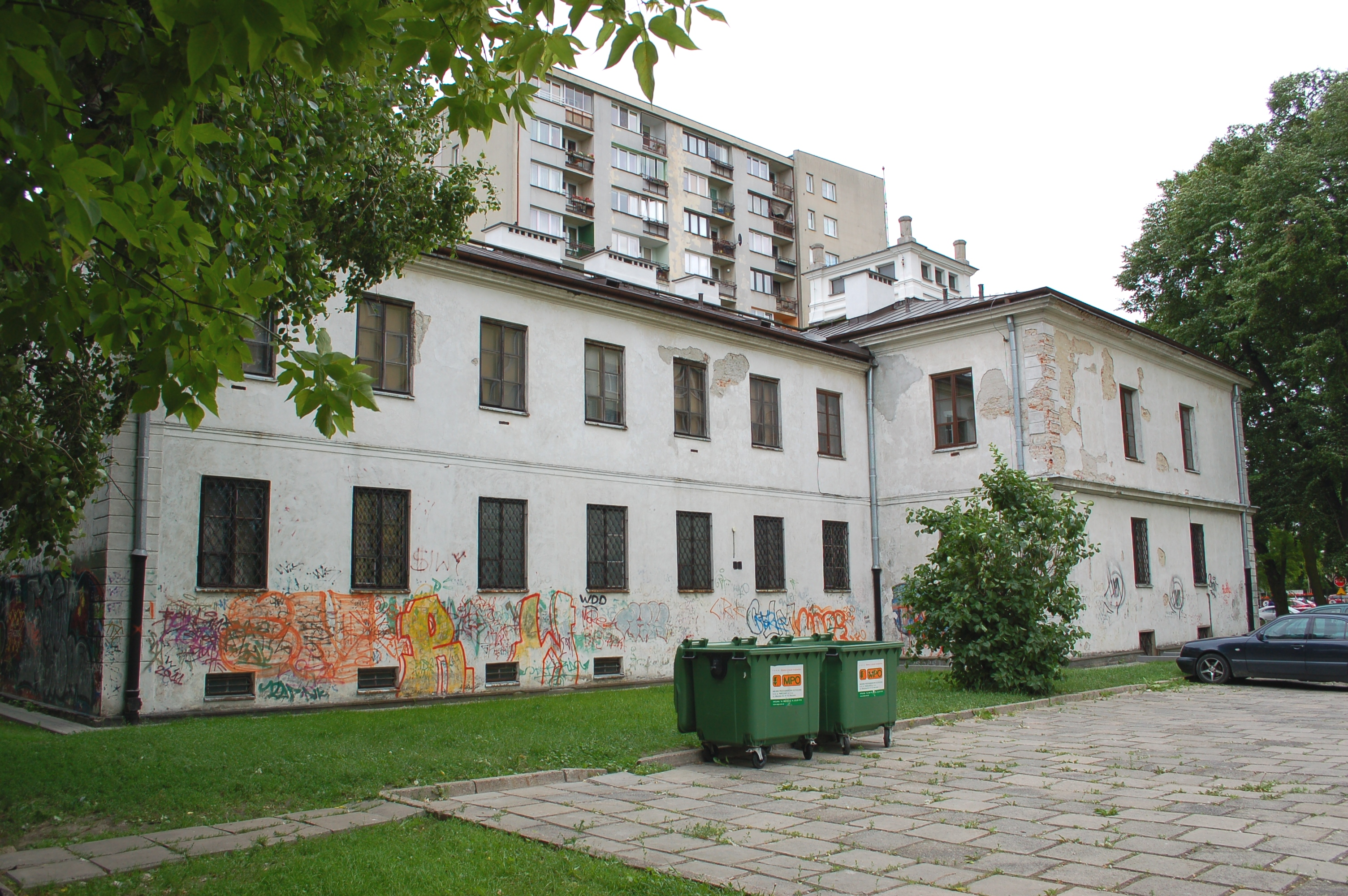
Blick auf das Gebäude aus nordwestlicher Richtung, hier ist der lange Anbau und die Dachlaterne auf dem Kerngebäude erkennbar

Das Sikorski-Palais (poln.: Pałacyk Sikorskiego) befindet sich im Warschauer Stadtteil Wola an der Ulica Srebrna 12. Das Gebäude im Neorenaissancestil, das Ende des 19. Jahrhunderts errichtet wurde, hatte eine wechselhafte Geschichte und dient heute als Sitz des der Geschichte des Stadtteils gewidmeten Museums Warschau-Wola.

## Geschichte
Im Jahr 1877 erwarb der Bildhauer Aleksander Sikorski das Gelände, auf dem er 1880 direkt neben seiner Werkstatt das Palais errichten ließ. Bereits im Folgejahr verstarb er. Seine Kinder erbten das Gebäude und verkauften es an ein Steinmetzunternehmen. 1895 gelangte es in die Hände von Maurycy Borman, einem Gesellschafter der mechanischen Fabrik „Borman i Szwede“. Von 1905 bis 1929 war es im Besitz seiner Frau Cecylia; weitere Besitzer waren Władysław Rejman, Ludwik Maksymilian Rejman, Henryk Piotr Zdanowicz und Andrzej Eugeniusz Mosiński. 1937 ging das Palais in Staatseigentum über – in dem es sich bis heute befindet.
Bis 1944 befand sich im Gebäude ein städtisches Gesundheitszentrum. Während des Warschauer Aufstandes wurde hier die 3. Kompanie des Chrobry II.-Bataillons der Armia Krajowa untergebracht. Nach Kriegsende bis zum Jahr 1973 befand sich hier der Sitz des staatlichen Pressekonzerns RSW (Prasa-Książka-Ruch). 1974 erfolgte unter Zygmunt Łuszczyński eine umfassende Sanierung des Gebäudes. Im Anschluss zog das Museum für den Stadtteil Wola ein.

## Architektur
Das Palais ist zweigeschossig angelegt und steht auf einem rechteckigen, L-förmigen Grundriss. Es besteht aus einem quadratischen Kerngebäude (mit je 15 Meter langen Fronten) und einem nach Norden sich anschließenden, etwa 20 Meter langen Flügel. Der Mittelrisalit an der Vorderfront beinhaltet einen Dachgiebel und einen von einem viersäuligen Portikus getragenen Balkon. Das Kerngebäude verfügt mittig auf dem symmetrischen Dach über eine Dachlaterne. Ursprünglich war das Palais von einem großzügigen Garten mit Baumbestand umgeben, heute befinden sich hier Parkplätze der nahestehenden Wohnblocks aus der Nachkriegszeit.